# Rolando Saquipay
Jaime Rolando Saquipay Pañi (Baños, 21 de julio de 1979) es un atleta ecuatoriano.es un atleta que hace algunos años era un desconocido hasta que ganó el sudamericano de Chile de 2004 en los 20 km . El atleta ecuatoriano clasificó junto con el famoso marchista ecuatoriano Jefferson Pérez en Chile.
Mishi como le dicen sus amigos , integra en la escuela de marcha que dirige Luis Chocho (exentrenador de Jefferson Pérez). en 2014 , terminó en casillero 12 de la copa mundo de marcha, que se desarrolló en Taicang, China, se ha convertido hasta ahora en el andarín
En una entrevista él ha dicho que  “Son ocho años que me preparé para competir en mis terceros Juegos Olímpicos y gracias a Dios se dio, además el hecho de clasificar en 50 kilómetros le da un sabor diferente”, comentó Saquipay, quien, tras cruzar la meta en Roma con la calificación en el bolsillo sintió una mezcla de emociones”.
“Sí se me cruzó la idea de dejar de entrenar cuando prestaba mis servicios en la FDA, pero esto es mi vida, mi hermano y mi esposa están vinculados con este deporte. Los mensajes que me dejan los compañeros deportistas me alientan a seguir”, señaló Saquipay.
“El deporte me consumió, aún no me gradúo de abogado -lo haré el próximo mes-, pero me siento contento, la marcha es mi vida, en esto tengo mayor experiencia. Me será muy difícil alejarme del deporte, cuando llegue el momento”, comentó
 Rolando Saquipay el anterior año logró entrar al mundial de 50 km marcha en Pekín 2015 y en este nuevo evento realizado el viernes logró el oro olímpico de la disciplina a sus palmares tras vencer en la prueba de Río 2016 que en este carrera logró el tiempo de 3:40:58 y superó al australiano Jared Tallent que se llevó la medalla de plata y la medalla de bronce se la llevó el japonés Hirooki Arai y se dice que Andrés Chocho, Rolando Saquipay y Claudio Villanueva son unos de las esperanzas ecuatorianas.
Pero fue complicado principalmente para Chocho que otra vez fue descalificado de la competencia en Río 2016 por tres falto que cometió quedó descalificado de la competencia de los 20 km
Rolando Saquipay el anterior año logró entrar al mundial de 50 km marcha en Pekín 2015 y en este nuevo evento realizado el viernes logró el oro olímpico de la disciplina a sus palmares tras vencer en la prueba de Río 2016 que en este carrera logró el tiempo de 3:40:58 y superó al australiano Jared Tallent que se llevó la medalla de plata y la medalla de bronce se la llevó el japonés Hirooki Arai y se dice que Andrés Chocho, Rolando Saquipay y Claudio Villanueva son unos de las esperanzas ecuatorianas.
Pero fue complicado principalmente para Chocho que otra vez fue descalificado de la competencia en Río 2016 por tres falto que cometió quedó descalificado de la competencia de los 20 km. 